# Бухер, Эвальд
Э́вальд Бу́хер (нем. Ewald Bucher; 19 июля 1914[…], Роттенбург-на-Неккаре — 31 октября 1991, Мутланген, Баден-Вюртемберг) — немецкий политик, бывший министр юстиции и строительства.

## Образование и работа
По окончании начальной школы в Роттенбурге-на-Неккаре, Эвальд Бухер отправился в соседний Швебиш-Гмюнд, где продолжил обучение в местной гимназии. После получения аттестата зрелости в 1933 году изучал юриспруденцию в Тюбингене и Мюнхене.
Защитив кандидатскую диссертацию в Мюнхенском университете, по теме «Юристы во франкфуртском национальном собрании». В 1941 году был направлен солдатом на фронт, где пробыл до 1944 года, дослужившись до командира батареи.
В 1945—1953 годах работал адвокатом в Швебиш-Гмюнде, из которых восемнадцать месяцев был дисквалифицирован, пройдя процедуру денацификации. В 1951 году Бухер работал исполнительным директором вюртембергского общества коммерческих и торговых ассоциаций.
В 1967—1991 годах работал на руководящих должностях в организациях связанных с городским строительством и жилищным хозяйством.

## Партийная принадлежность
Бухер был членом НСДАП. Кроме того, являлся обладателем золотой эмблемы гитлерюгенда. Стал руководителем районного представительства в Швебиш-Гмюнде. После трансформации партии в СвДП остался в новой структуре. С 1957 года входил в состав правления СвДП. В 1972 году покидает ряды партии.
В 1984 году вошёл в ХДС.

## Депутатская деятельность
Членом бундестага являлся в 1953—1969 годах. Здесь он с конца 1956 года по 13 декабря 1962 года служил ответственным секретарём фракции СвДП парламента. С 1957 года и до своего назначения министром был заместителем председателя юридического комитета бундестага.
В 1958 году он подал иск совместно с депутатами от СДПГ — Адольфом Арндтом, Хольгером Бёрнером и Густавом Хайнеманом, в Конституционный суд Германии, протестуя против решения бундестага ввести ограничение на продолжительность времени выступления. Характерно, что бундестаг в суде представлял Карл Вебер — будущий преемник Бухера на посту министра юстиции.

## Государственные должности

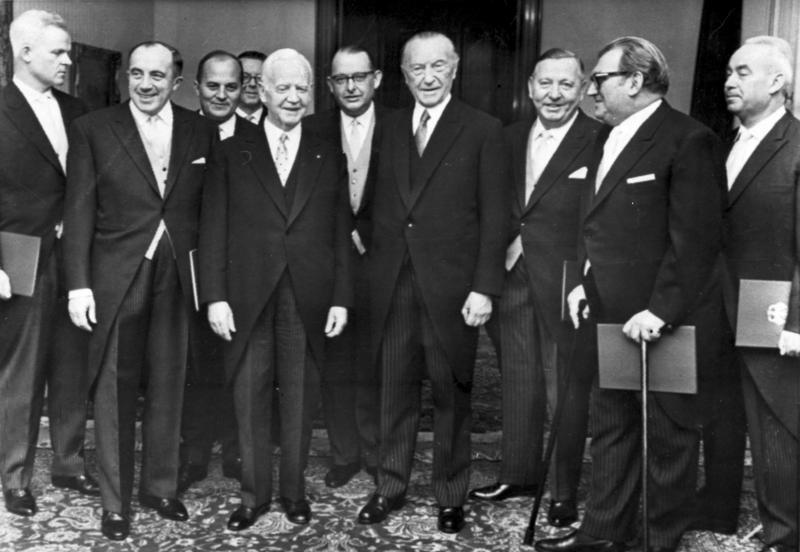
13 декабря 1962 года.
Пятый кабинет Аденауэра. Эвальд Бухер — крайний слева

С 11 декабря 1962 по март 1965 год занимал пост министра юстиции. В 1964-м баллотировался в президенты Федеративной республики Германия, но тогда Генрих Любке был переизбран на очередной срок.
Тот период времени был отмечен ещё одним юридическим спором, так называемым «спором о давности». Согласно которому, к убийствам совершённые в период национал-социализма применялся принцип 20-летний срок исковой давности, истекавший 8 мая 1965 года. Бухер считал сроки давности — материальным правом, поэтому не подлежавшим продлению, поскольку это нарушало бы принцип законности (nulla poena sine). И всё же, вопреки его воле, расчётная дата была перенесена с 8 мая 1945 года на 1 января 1950 года, преследование нацистских убийств было продлено ещё на пять лет. Из-за этого решения Бухер был вынужден покинуть пост федерального министра юстиции.
С октября 1965 по октябрь 1966 года, он был министром регионального планирования, строительства и городского развития ФРГ. В октябре 1966-го Бухер и три других министра от партии СвДП подали в отставку, тем самым подведя итог падению правительства Людвига Эрхарда.

## Публикации
- Rechtsstaatlichkeit und Demokratie, in: Aus Politik und Zeitgeschichte, Jg. 1965, Heft 21, Seiten 3 bis 9.
- Mandatsverlust bei Parteiwechsel, in: Zeitschrift für Rechtspolitik, Jg. 1971, Heft 8, Seite 192.
- Aufzeichnungen und Erinnerungen, in: Abgeordnete des Deutschen Bundestages. Aufzeichnungen und Erinnerungen, Band 7, Boppard am Rhein, 1990.